# Под юздите на любовта
„Под юздите на любовта“ (на испански: Bajo las riendas del amor) е мексиканска теленовела, режисирана от Леонардо Даниел, Едуардо Саид и Хорхе Едгар Рамирес, и продуцирана от Игнасио Сада Мадеро за Телевиса и Унивисион в сътрудничество с Фоновидео през 2007 г. Адаптация е на теленовелата Когато дойде любовта, създадена от Рене Муньос и продуцирана от Карла Естрада през 1989 – 1990 г.
В главните роли са Адриана Фонсека и Габриел Сото, а в отрицателните – Адамари Лопес, Хулиета Росен и Виктор Гонсалес. Специално участие вземат Елус Пераса, Абраам Рамос, Виктор Камара и Ариел Лопес Падия.

## Сюжет
Внимание:  Текстът по-долу разкрива сюжета на произведението (или части от него)!
Монсерат е щастливо девойка, която има всичко, за което момичетата мечтаят – добро образование, красив годеник и богатство. Независимо от безусловната любов, която винаги е царяла в семейството ѝ, тя никога не се е оплакала от братовчедка си Ингрид, която я презира, макар че живее от години за сметка на щедрите роднини. „Перфектният свят“ на Монсерат рухва, когато разбира, че годеникът ѝ Виктор ѝ изневерява с Ингрид. Но много неща се променят, когато пристига младият фотограф Хуан Хосе, за чиято любов ще се борят двете братовчедки. Надявайки се, че ще се отърве завинаги от Монсерат, Ингрид причинява злополука по време на езда, което приковава Монсерат в инвалидна количка.
Монсерат и Хуан Хосе ще трябва да преодолеят трудностите и препятствията, които попадат на пътя им, за да живеят под юздите на любовта.

## Актьори
Част от актьорския състав:
- Адриана Фонсека – Монсерат Линарес Фонсека
- Габриел Сото – Хуан Хосе Алварес Сантана
- Адамари Лопес – Ингрид Линарес Нието
- Елус Пераса – Виктория Фонсека де Линарес
- Виктор Камара – Антонио Линарес Сотомайор
- Хулиета Росен – Елоиса Рендон де Коркуера
- Виктор Гонсалес – Виктор Коркуера Рендон
- Джералдин Басан – Вероника Ороско Мендисабъл
- Ариел Лопес Падия – Хоакин Коркуера Мендес
- Алма Делфина – Роса Нието вдовица де Линарес
- Абраам Рамос – Себастиан Коркуера Мендес
- Роберто Паласуелос – Кристиан дел Вайе Аристисабъл
- Тоньо Маури – Бруно Гусман Аламо
- Химена Ерера – Мария де ла Пас Гарсия де Линарес
- Пабло Асар – Даниел Линарес Фонсека
- Ектор Саес – Дон Лупе Гарсия
- Росана Сан Хуан – Клаудия де Гарсия
- Норма Сунига – Амелия
- Роландо Тарахано – Гонсало
- Едуардо Родригес – Енрике Фернандес
- Евелин Сантос – Норма
- Карла Родригес – Йоланда Алварес Сантана
- Ваня Валенсия – Химена

## Премиера
Премиерата на Под юздите на любовта е на 12 март 2007 г. по Canal de las Estrellas. Последният 150-и епизод е излъчен на 5 октомври 2007 г.

## DVD
Група Телевиса издава теленовелата в DVD формат.

## Награди и номинации
Награди TVyNovelas 2008
| Категория                            | Личност       | Резултат   |
| ------------------------------------ | ------------- | ---------- |
| Най-добра актриса в отрицателна роля | Адамари Лопес | Номинирана |
| Най-добър пръв актьор                | Ектор Саес    | Номиниран  |

## Адаптации
- Когато дойде любовта, мексиканска теленовела от 1989 – 1990 г., режисирана от Моника Мигел и Мигел Корсега, продуцирана от Карла Естрада за Телевиса, с участието на Лусеро, Омар Фиеро и Найлеа Норвинд.